# Theophil Hansen
Theophil Hansen (Copenaghen, 13 luglio 1813 – Vienna, 17 febbraio 1891) è stato un architetto danese.

## Biografia
Di formazione tedesca, lavorò dapprima ad Atene, dove raggiunse il fratello ed architetto reale Hans Christian. Qui Theophil realizzò, secondo i gusti neoclassici di matrice greca, alcuni complessi monumentali quali lo Zappeion, l'Accademia (iniziata nel 1861) e la Biblioteca (dal 1885). Si trasferì quindi a Vienna, dove edificò importanti costruzioni quali la sede del Musikverein (1863-1870), il Palazzo del Parlamento di Vienna (1873-1883) ed il Palazzo della Borsa di Vienna (1874-1877).
Non ha nessun legame di parentela con il promotore del classicismo danese Christian Frederik Hansen, nato nel 1756, già esponente del neogreco in Scandinavia.

## Galleria d'immagini

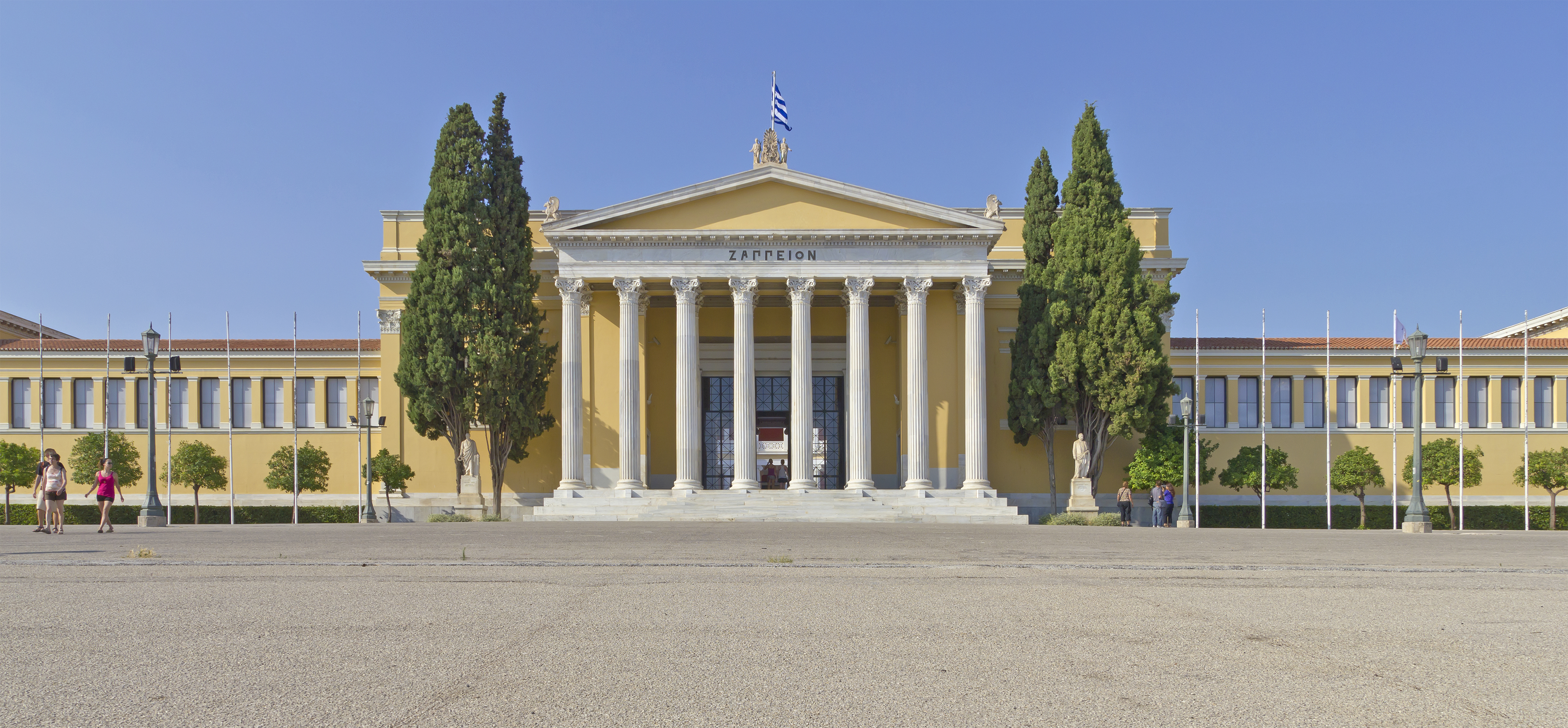
Zappeion di Atene
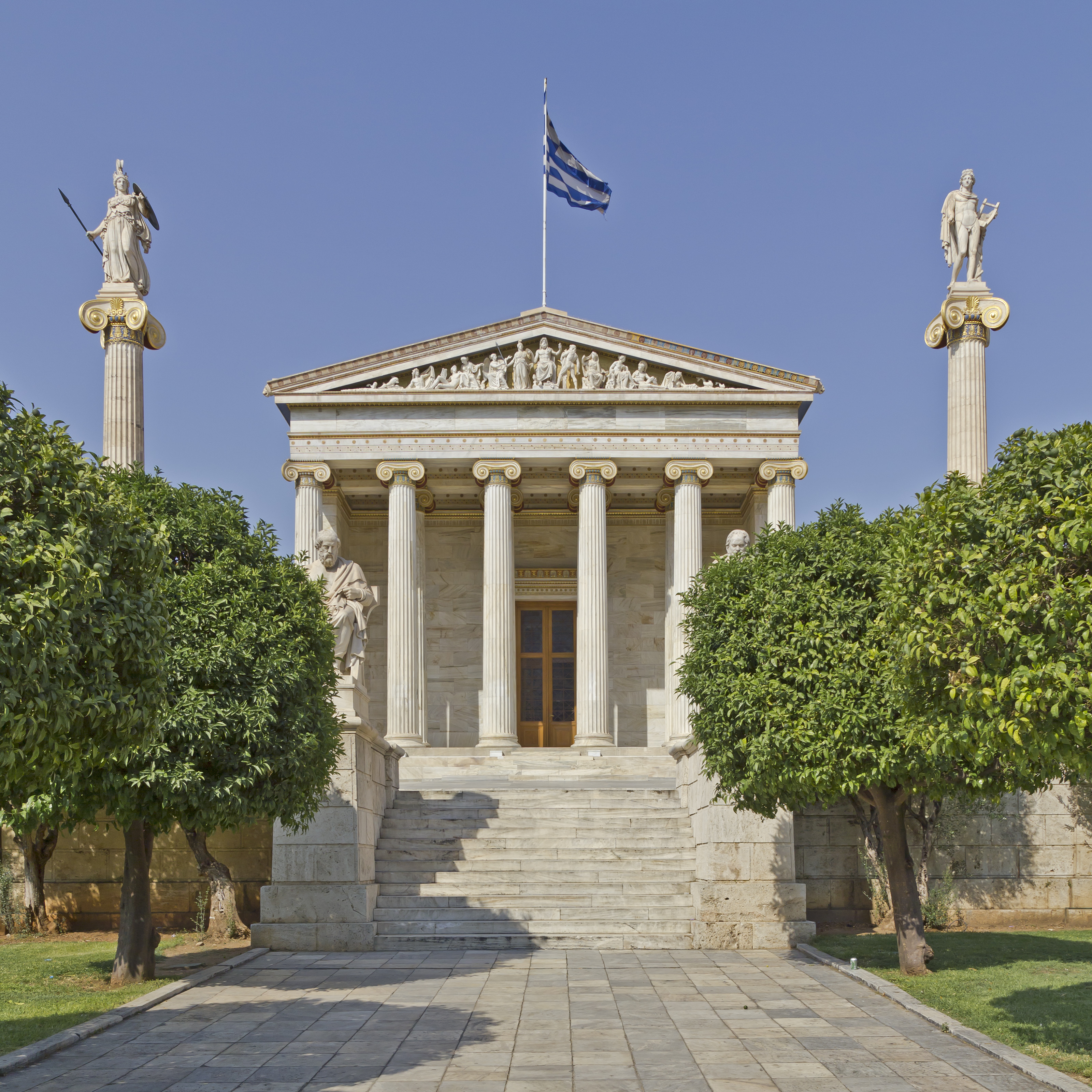
Accademia di Atene
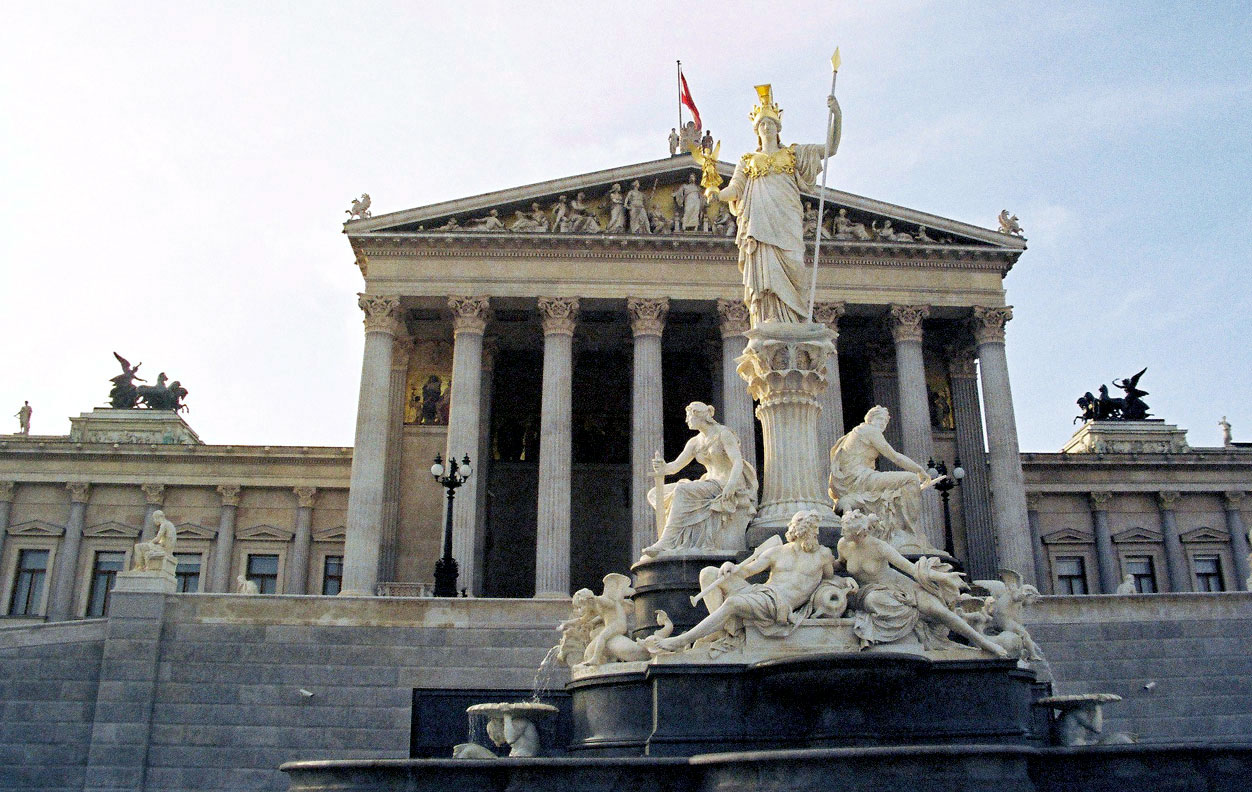
Parlamento di Vienna
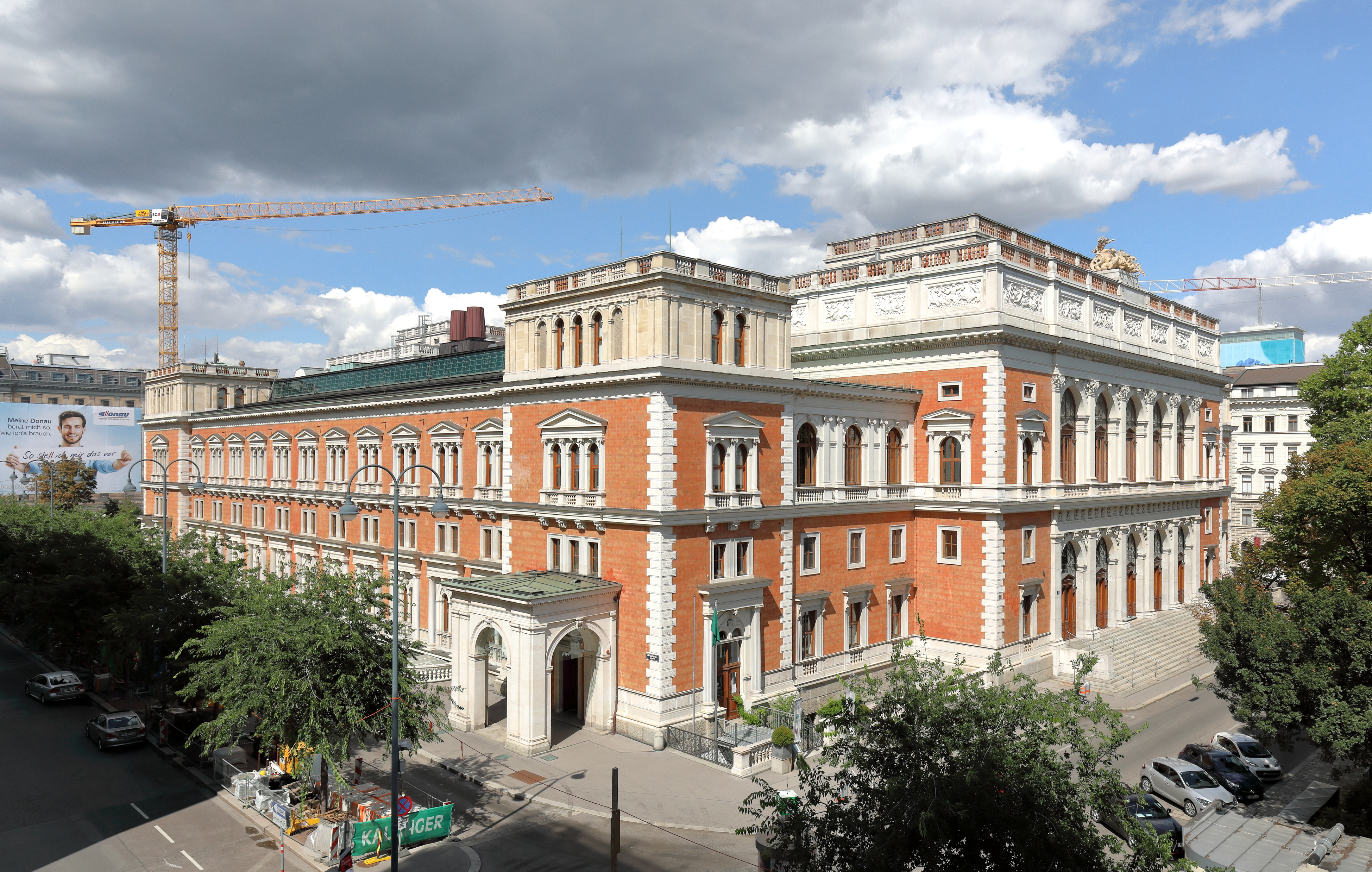
Palazzo della Borsa di Vienna